# Phaseolus pluriflorus
Phaseolus pluriflorus är en ärtväxtart som beskrevs av Marechal och Al. Phaseolus pluriflorus ingår i släktet bönor, och familjen ärtväxter. Inga underarter finns listade i Catalogue of Life.